# Галактионов, Алексей Петрович
Алексе́й Петро́вич Галактио́нов (13 марта 1888, с. Александровка, Бузулукский уезд, Самарская губерния, Российская империя — 5 июня 1922, возле Чистополя, Татарская АССР, РСФСР) — профессиональный революционер, председатель Самарского губисполкома совета рабочих, крестьянских и красноармейских депутатов 1919—1920 гг.

## Биография
А. П. Галактионов родился 1 марта (13 марта по новому стилю) 1888 года в селе Александровка Бузулукского уезда Самарской губернии. О его родителях ничего не известно, усыновил его бузулукский рабочий — слесарь, дав Алексею свою фамилию и отчество. Из-за материальных трудностей Алексей сумел закончить только три класса школы, работал «мальчиком» в магазине, затем учеником и помощником слесаря.
С революционными идеями его впервые познакомили рабочие, высланные из Санкт-Петербурга в Бузулук. События революции 1905 г. во многом способствовали росту политического сознания 17-летнего Алексея Галактионова. Первый арест. После кратковременного заключения уехал в Ташкент. Работал там слесарем в железнодорожных мастерских. В 1906 г. вступил в РСДРП, стал большевиком. Активно включился в нелегальную революционную работу. Потом новые аресты, высылка из Ташкента. Бесконечные переезды в поисках работы, преследования полиции. Саратов, Челябинск, Санкт-Петербург, Бузулук… и даже три месяца в Германии.

### Самара
В начале 1914 г. А. П. Галактионов приехал в Самару. Большевики Трубочного завода помогли ему устроиться в электромеханическую мастерскую. Он вошёл в заводскую большевистскую организацию, в которой работали тогда Н. М. Шверник, Н. П. Теплов, Г. Т. Кузьмичев, Я. Я. Бауэр и др. Вскоре Алексея Петровича избирают в горком. Партийный псевдоним «Галь». За участие «…в вербовке рабочих в организованные кружки для революционной деятельности» его арестовывают в сентябре 1916 г. Галактионов сослан на три года в Иркутскую губернию. Освободила его Февральская революция.
Летом 1916 г. Галактионов участвовал в подготовке городской партконференции. Он блестяще выполнил важное партийное поручение: выбрал удобное место её проведения — на Красной Глинке, подготовил охрану, придумал пароль. Успешное проведение конференции было обеспечено благодаря этой отлично проведённой подготовительной работе.
На первом заседании исполкома Самарского Совета рабочих депутатов 21 марта 1917 г. А. П. Галактионова выбирают заместителем председателя президиума. В апреле — членом губкома партии.
После победы Октября в Самаре состоялся 1-й губернский съезд Советов, на котором председательствовал Галактионов. Он входит в состав губисполкома и ревкома. Во время белочешского наступления на Самару в начале июня 1918 г. Галактионов организовал артиллерийскую оборону, командовал одним из отрядов, отказался эвакуироваться из города, остался для подпольной работы. Некоторое время скрывался в с. Богдановка Самарского уезда. Затем перебрался через линию фронта в г. Покровск (ныне Энгельс).
Партия направляет его на политическую работу в Красную армию. 7 октября 1918 г. в Самару с боями первыми вошли части 1-й Самарской дивизии, которой командовал С. П. Захаров, а комиссаром был А. П. Галактионов. Он избирается председателем губревкома, а 21 марта 1919 г. — председателем Самарского губисполкома, членом губкома РКП(б).
Тогда же он встречается в Москве с В. И. Лениным, рассказывает ему о работе самарских большевиков, о трудностях в заготовке и вывозе хлеба. Вскоре он был назначен особо уполномоченным ВЦИК по реализации уборки урожая в губернии.

### Дальнейшая деятельность
В июле 1920 г. ЦК партии отозвал Галактионова из Самары. Он работал в Ставрополе (Северный Кавказ), Краснодаре, Ростове, а с осени 1921 года — в Казани — председателем горисполкома, затем секретарём обкома партии.
5 июня 1922 г., находясь в служебной командировке, он погиб в авиационной катастрофе около Чистополя.Полеты проходили в трудных условиях. В жаркую погоду с 11 до 16 часов на границе воды и нагреваемого солнцем песка возникали сильные вертикальные потоки — восходящие над берегом и нисходящие над водой. Полет в эти часы на тихоходных и малоповоротливых М-9 был не только опасен, но иногда даже невозможен.
Во время одного из таких дневных полетов погибли Алексей Галактионов и военлет Василий Лутиков. Их «девятка» при развороте на низкой высоте попала в мощный нисходящий поток и упала в песок. Похоронен на Аллее Славы в ЦПКИО им. Горького г. Казани.

## Память
Именем А. П. Галактионова названы улицы в Самаре Ульяновске и Казани.
Памятник А.П. Галактионову на Галактионовской улице в г. Самаре.
Памятник А.П. Галактионову на Аллее Славы в ЦПКИО им. Горького г. Казани.